# Paul-Honoré Fritel
Paul-Honoré Fritel, né à Évreux le 19 août 1867 et mort à Paris le 7 août 1927, est un paléobotaniste français.

## Biographie
Paul-Honoré Fritel naît à Évreux le 19 août 1867.
Il est un préparateur et chercheur attaché au Muséum d'histoire naturelle de Paris. Il commence sa carrière vers 1900 en tant que préparateur adjoint au laboratoire d'Herpétologie. Il est ensuite nommé préparateur de minéralogie en 1905 puis assistant à la Chaire d'Organographie végétale en 1920. A sa mort en 1927, il est sous-directeur du laboratoire d'Organographie.
Fritel est particulièrement célèbre pour ses nombreuses études concernant la géologie et la paléobotanique du Bassin de Paris. Il publie en particulier une série d'articles corrigeant les études taxinomiques précédentes,. Il développe l'étude des flores fossiles du Paléocène (Thanétien et de l'Éocène inférieur (Yprésien) qu'il considère comme étant d'affinité tropicales américaine, Asiatiques et Africaine ,. En 1925, il collabore avec Teilhard de Chardin sur la description de plantes mésozoïques provenant de Chine. La même année, il collabore avec J. Barthoux et publie la flore crétacé du grès de Nubie. Paul-Honoré Fritel grave ses illustrations.
Paul-Honoré Fritel meurt à Paris le 7 août 1927.
Les collections de Paul-Honoré Fritel sont hébergés au Muséum national d'Histoire Naturelle. Elles comprennent près de 750 fossiles dont 37 types et figurés tous provenant de France .

## Publications
- 1903 : Paléobotanique (plantes fossiles), Paris, Maison Deyrolle, 430 pp.
- 1910 : Guide géologique et paléontologique de la région parisienne dans un rayon de 100 km, Paris, Deyrolle.
- 1913 : Vue d'ensemble de la flore Thanétienne, Compte rendus du congrès des sociétés savantes, p. 139-143.